# アルベールヴィル
アルベールヴィル（仏: Albertville、アルベールビルとも表記）は、フランス東部のアルプスの麓、サヴォワ県にある町（コミューン）。
アルベールヴィルはイゼール川から流れるアルリー川の河畔に位置し、標高は345mから2037m。
1992年の第16回冬季オリンピック・第5回冬季パラリンピックの開催地である。これらの大会はサヴォワ県全体で開催され、アルベールヴィルを本拠地とした。ただし、パラリンピックはティーニュと共同開催された。

## 姉妹都市
- ヴィネンデン（バーデン＝ヴュルテンベルク州）
- サンタデール（ケベック州）